# Патачакова, Дарья Фёдоровна
Дарья Фёдоровна Патача́кова (20 апреля 1920, улус Трошкин — 22 ноября 2000, Абакан) — учёный-лингвист, кандидат филологических наук, исследователь хакасского языка.

## Биография
Дарья Фёдоровна родилась 20 апреля 1920 года в улусе Трошкин (ныне Ширинский район) Минусинского уезда Енисейской губернии в семье Фёдора Ивановича Кокова. В 1937 после окончания семилетней школы поступает в Хакасский педагогический техникум. Уже в 1940 году её приглашают преподавать хакасский язык в этом же техникуме.
С 1949 г. Дарья Федоровна работает в ХакНИИЯЛИ — сначала младшим научным сотрудником, затем заведующим сектором языка. С 1970 г. и до 1984 г. она являлась ученым секретарем института.
Патачакова изучала диалекты хакасского языка, в 1965 году защитила кандидатскую диссертацию по работе «Качинский диалект», в которой разделила его на четыре говора.
Исследовательница писала статьи в «Учёных записках ХакНИИЯЛИ», выступала на всесоюзных и региональных конференциях, занималась написанием работ по грамматике хакасского языка.
Дарья Фёдоровна принимала участие в создании хакасской орфографии, составила несколько словарей, подготовила более 30 учебников, многие из них используются до сих пор.
Дарья Патачакова скончалась 22 ноября 2000 года в городе Абакан.

## Награды
- Медаль имени Н. Крупской
- Отличник народного просвещения
- Заслуженный деятель науки (1999)